# 5月16日
5月16日（ごがつじゅうろくにち）は、グレゴリオ暦で年始から136日目（閏年では137日目）にあたり、年末まではあと229日ある。

## できごと

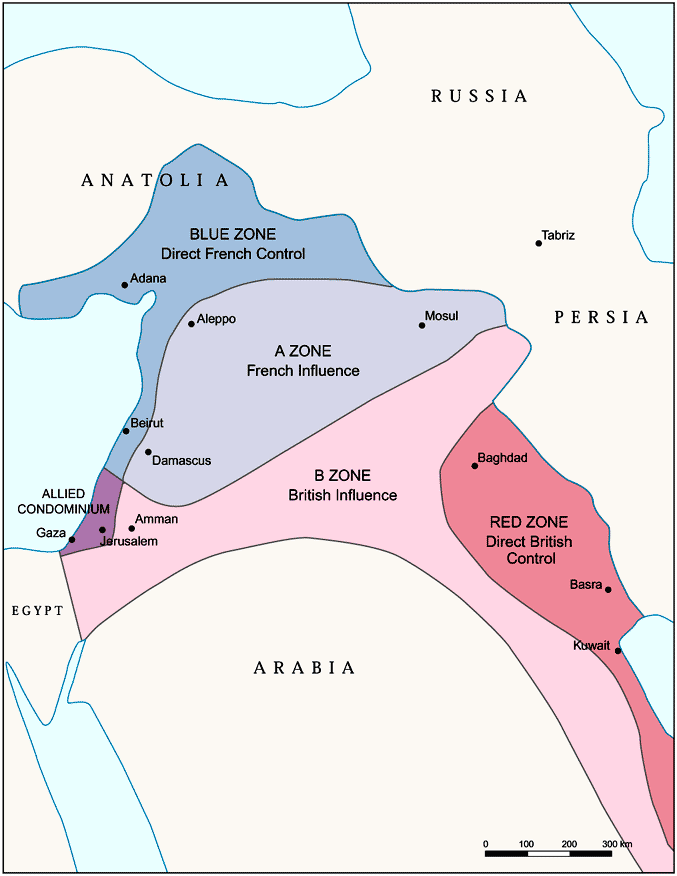
サイクス＝ピコ協定(1916)。赤がイギリス、青がフランスの支配圏

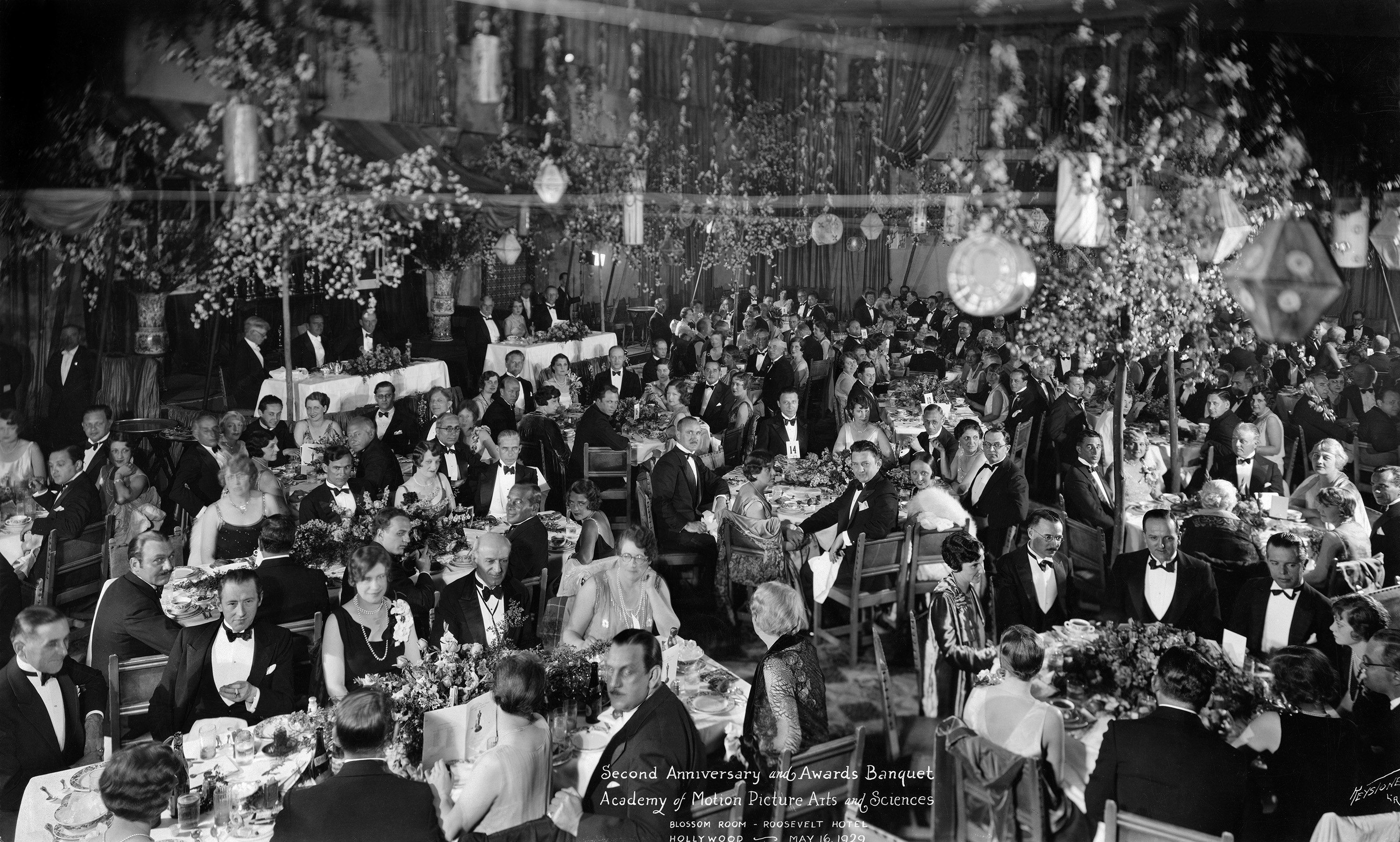
ハリウッドにて最初のアカデミー賞の授与(1929)

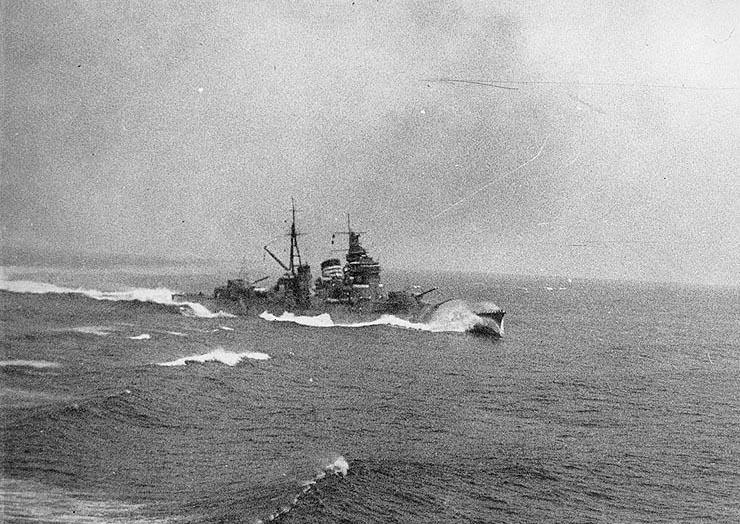
ペナン沖海戦(1945)。画像は撃沈された重巡羽黒

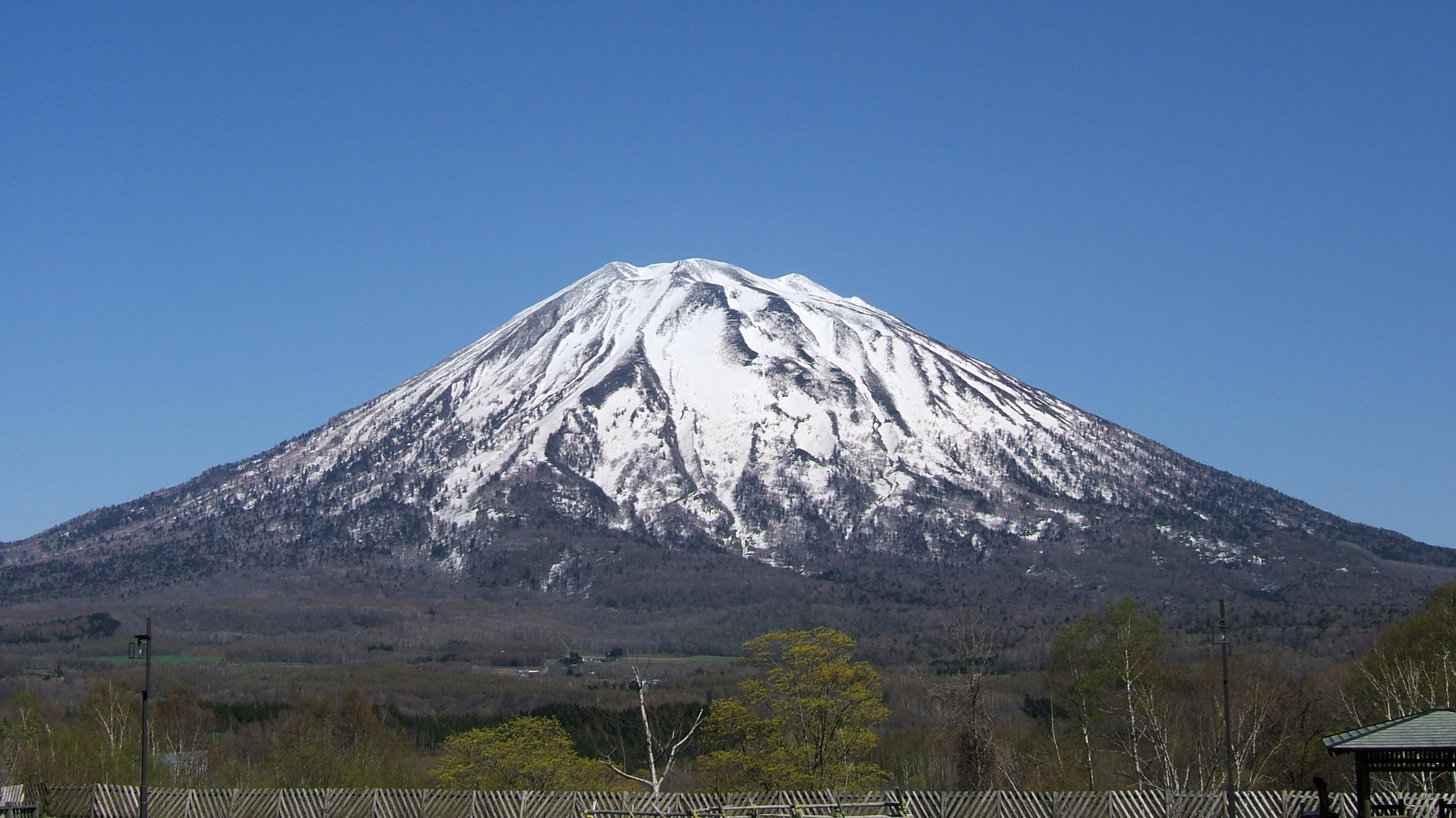
支笏洞爺国立公園が国立公園に指定(1949)。画像は羊蹄山

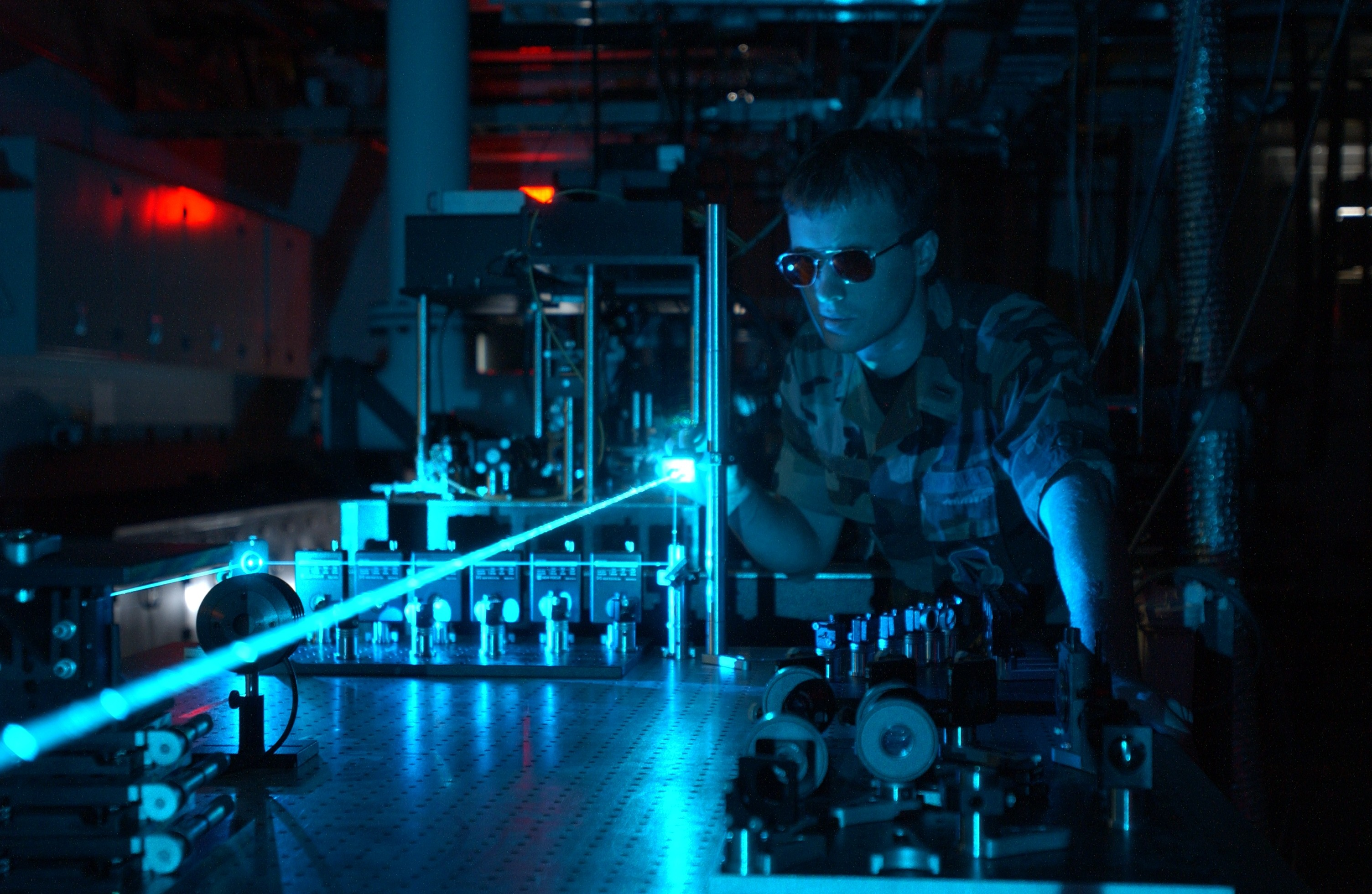
レーザーの初の実演(1960)。画像は近年のもの

- 675年（天武天皇4年4月17日） - 天武天皇が日本で初めて肉食・狩猟を禁じる詔を発する。
- 1204年 - フランドル伯ボードゥアン9世が、ボードゥアン1世としてラテン帝国の初代皇帝に即位[1]。
- 1532年 - イングランドのカトリック教徒の政治家トマス・モアが大法官を辞職。離婚問題を巡りヘンリー8世の不興を買い、1535年7月6日に斬首刑に処せられる。（1935年に列聖された。）
- 1568年 - スコットランドの元女王メアリーがイングランドに亡命[2]。
- 1689年（元禄2年3月27日） - 松尾芭蕉が弟子の河合曾良とともに『おくのほそ道』の旅に出発。
- 1770年 - 後にフランス国王ルイ16世となるルイ・オーギュストがマリー・アントワネットと結婚。
- 1771年 - 世直しの戦争: アラマンスの戦い（英語版）。
- 1811年 - スペイン独立戦争: アルブエラの戦い。
- 1842年 - オレゴン・トレイルを通る最初の幌馬車隊がミズーリ州エルム・グラブを出発。
- 1843年 - イギリスのパディントン - スラウ間で世界初の電報業務を開始。
- 1866年 - チャールズ・エルマー・ハイアー（英語版）がルートビアを商品化。
- 1889年 - 東京・上野の宮内省博物館を帝国博物館に改称。京都・奈良にも帝国博物館を設置。
- 1911年 - 北海道小樽市で大火。1316戸が焼失[3]。
- 1912年 - 日本初のオリンピック選手団が開催地のスウェーデン・ストックホルムへ向け出発。
- 1916年 - 第一次世界大戦：イギリス・フランス間でオスマン帝国領アラブ地域の分割に関するサイクス・ピコ協定が結ばれる。
- 1919年 - アルバート・リード（英語版）らの搭乗するカーチスNC4飛行艇ほか2機が、トレバシー湾から大西洋横断飛行でポルトガルのアゾレス島を目指し出発した[4]。
- 1920年 - ローマ教皇ベネディクトゥス15世がジャンヌ・ダルクを列聖。
- 1924年 - 青森県八戸町で大火。1223戸が焼失[5]。
- 1929年 - カリフォルニア州ハリウッドで、第1回アカデミー賞の授賞式が行われる。
- 1931年 - 島根県松江市内で大火。家屋672戸が全焼[6]
- 1943年 - 第二次世界大戦: イギリス空軍がドイツのルール地方に所在する複数のダムに対して同時攻撃を敢行する（チャスタイズ作戦）。
- 1943年 - 第二次世界大戦・東部戦線: ワルシャワ・ゲットー蜂起が終息。
- 1945年 - 第二次世界大戦・ビルマの戦い: ペナン沖海戦が行われる。
- 1947年 - 北海道三笠町幾春別で大火。死者2人、負傷者2人、焼失家屋977戸[7]。
- 1948年 - ハイム・ヴァイツマンがイスラエルのイスラエル暫定国務院議長に就任。翌1949年2月17日、初代大統領に選出される。
- 1949年 - 支笏洞爺国立公園が国立公園に指定。
- 1949年 - 東京、大阪、名古屋の3証券取引所が取引再開。
- 1953年 - NHKが大相撲のテレビ中継を開始。
- 1954年 - 京都市内で大気圏内核実験に伴う放射性物質を含んだ雨（いわゆる放射能雨）が観測。8万6760カウントが計測された[8]。
- 1960年 - 雅樹ちゃん誘拐事件が発生（5月19日に遺体で発見される）。
- 1960年 - セオドア・メイマンがルビー結晶によるレーザー発振（ルビーレーザー）を初めて実現。
- 1961年 - 韓国で朴正煕の軍事革命委員会が無血クーデター。反共・親米政権が成立。（5・16軍事クーデター）
- 1966年 - 中国共産党が5・16通知を発表。「プロレタリア階級による文化大革命」の用語が初めて登場。
- 1968年 - 1968年十勝沖地震。52人死亡、330人重軽傷。
- 1968年 -  日本プロ野球史上初のノースリーブ・ユニフォーム登場（中日ドラゴンズが着用）。[9]
- 1969年 - ベネラ計画: ソ連の探査機「ベネラ5号」が金星に着陸。
- 1969年 - 行政機関の職員の定員に関する法律（公務員総定員法）公布。
- 1975年 - 田部井淳子ら日本女子登山隊が女性初のエベレスト登頂に成功。
- 1975年 - ヒマラヤ山脈のシッキム王国が、国民投票の結果に基づきインドに合併される。
- 1977年 - 初の実用的なパーソナルコンピュータ「Apple II」が発売。
- 1980年 - 大平正芳内閣に対する内閣不信任案が、自由民主党の反主流派が欠席したことにより可決される。
- 1981年 - フジテレビ系のバラエティ番組、『オレたちひょうきん族』が放送開始。1989年10月14日まで続く。
- 1989年 - 中村橋派出所警官殺害事件が発生。元陸上自衛官の男（当時20歳）が警察官から拳銃を奪うことを企て、警視庁練馬警察署の中村橋派出所（東京都練馬区中村北四丁目）を襲撃して執務中の警察官2人（巡査・巡査部長）をサバイバルナイフで刺殺したが、拳銃強奪は失敗に終わった。加害者の男は1998年に死刑が確定。
- 1995年 - オウム真理教事件: 当時の東京都知事である青島幸男を狙った東京都庁小包爆弾事件が発生。職員1人が重傷を負う。
- 1995年 - オウム真理教元教祖である麻原彰晃が地下鉄サリン事件の殺人罪等の容疑で山梨県上九一色村のオウム真理教の施設内で逮捕される。
- 2005年 - 高額納税者発表の最終年：1947年から2005年まで、国税庁が前年度の高額納税者の名簿を発表していた。
- 2007年 - ニコラ・サルコジがフランス第五共和政の第6代大統領に就任。
- 2012年 - 天皇・皇后がエリザベス2世即位60周年記念行事出席のためイギリスを訪問[10]。
- 2015年 - 幕張海浜公園にてレッドブル・エアレース・ワールドシリーズが日本初開催[11]。
- 2022年 - ジャン・カステックスに替わり第25代フランス首相にエリザベット・ボルヌが就任、第43代となる同国の内閣も同日発足[12]。

## 誕生日

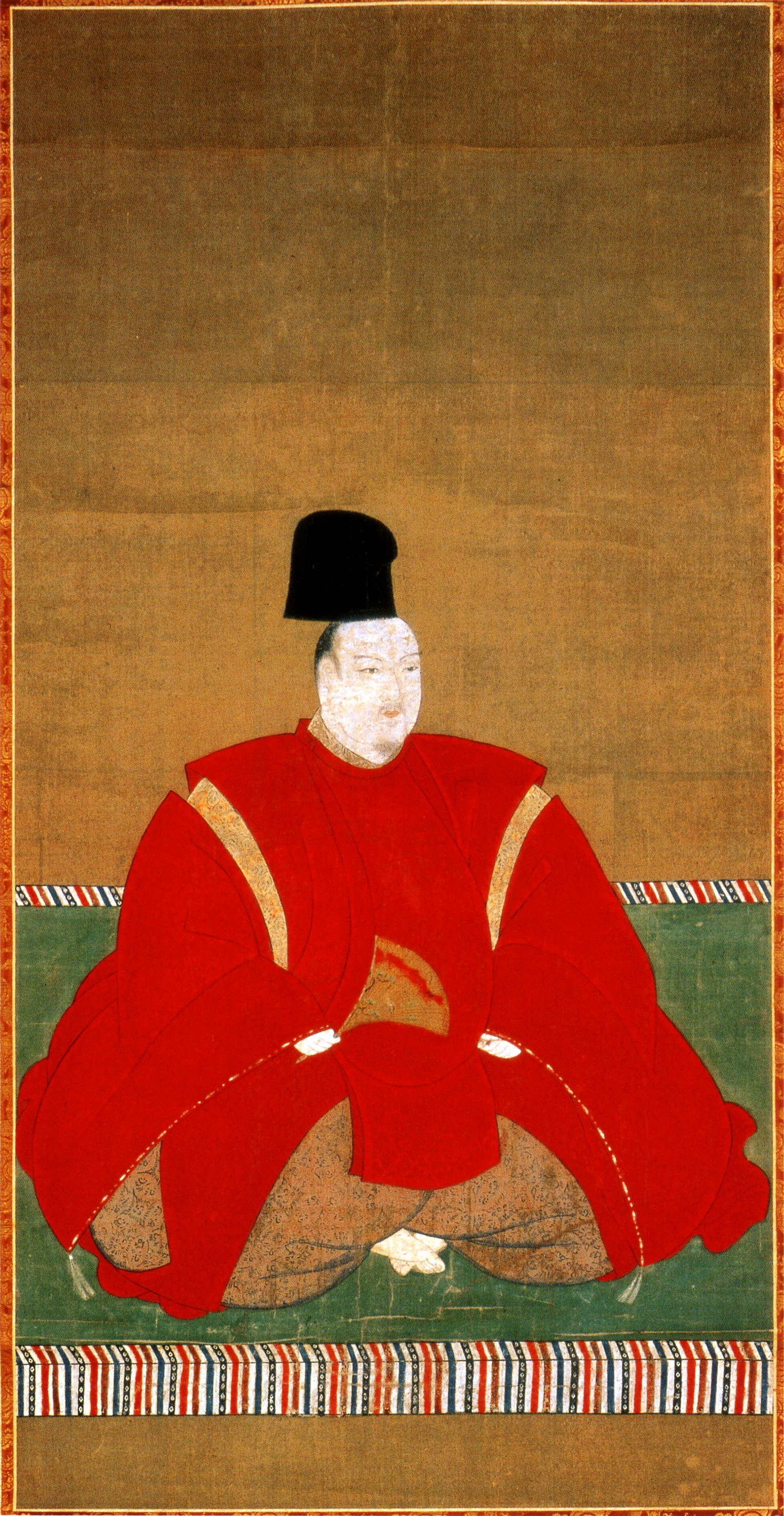
誠仁親王(1552-1586)誕生。

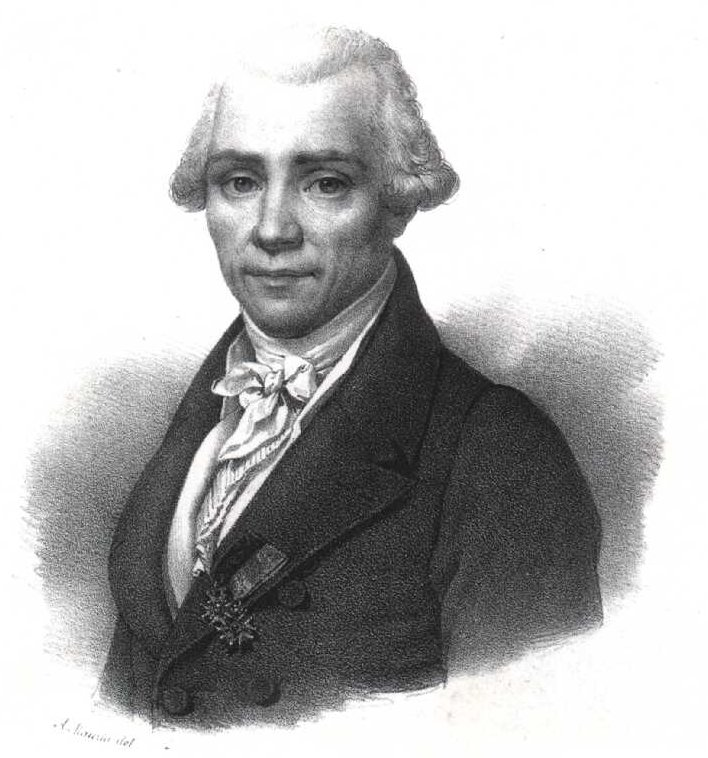
クロムとベリリウムを発見した化学者、ルイ＝ニコラ・ヴォークラン(1763-1829)誕生。

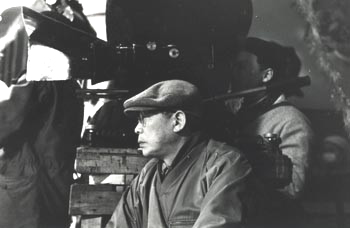
映画監督、溝口健二(1898-1956)誕生。

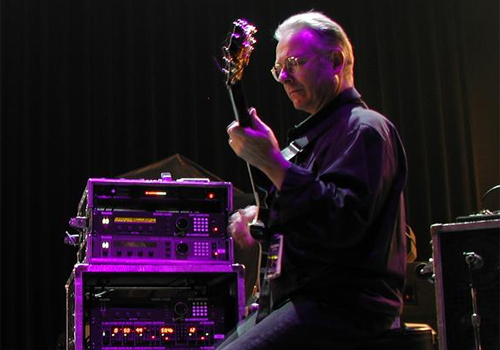
プログレのギタリスト、ロバート・フリップ(1946-)誕生。

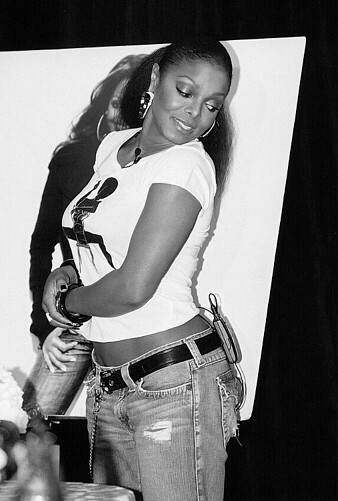
シンガーソングライター、ジャネット・ジャクソン(1966-)誕生。

- 1552年（天文21年4月23日） - 誠仁親王、正親町天皇第五皇子（+ 1586年）
- 1611年 - インノケンティウス11世、第240代ローマ教皇（+ 1689年）
- 1716年（正徳4年3月25日）- 西尾忠需、第3代横須賀藩主（+ 1789年）
- 1718年 - マリア・ガエターナ・アニェージ、数学者（+ 1799年）
- 1763年 - ルイ＝ニコラ・ヴォークラン、化学者（+ 1829年）
- 1788年 - フリードリヒ・リュッケルト、詩人、東洋学者（+ 1866年）
- 1801年 - ウィリアム・スワード、アメリカ合衆国国務長官（+ 1872年）
- 1814年（文化11年3月27日）- 平野長発、第9代田原本領主（+ 1854年）
- 1821年 - パフヌティ・チェビシェフ、数学者（+ 1894年）
- 1821年（文政4年4月15日）- 西尾忠受、第7代横須賀藩主（+ 1861年）
- 1823年 - ハイマン・シュタインタール、言語学者（+ 1899年）
- 1830年（文政13年閏3月24日） - 西郷頼母、幕末期会津藩の家老（+ 1903年）
- 1831年 - デイビッド・エドワード・ヒューズ、発明家（+ 1900年）
- 1855年（安政2年4月1日）- 奥平昌邁、第9代中津藩主・伯爵（+ 1884年）
- 1857年（安政4年4月23日）- 松平定教、第5代桑名藩主・子爵（+ 1899年）
- 1858年（安政5年4月4日） - 久川藤太郎、稲荷藤節（盆踊り唄）創作者（+ 1938年）
- 1886年 - アーネスト・バージェス、都市社会学者（+ 1966年）
- 1888年 - 村田三郎 、実業家、元流山鉄道社長（+ 没年不詳）
- 1895年 - 林家彦六、落語家（+ 1982年）
- 1898年 - 溝口健二、映画監督（+ 1956年）
- 1898年 - タマラ・ド・レンピッカ、画家（+ 1980年）
- 1899年 - 原田武一、テニス選手（+ 1978年）
- 1902年 - 野副鉄男、化学者（+ 1996年）
- 1902年 - 湯浅与三、牧師（+ 1977年）
- 1905年 - ヘンリー・フォンダ、俳優（+ 1982年）
- 1909年 - ルドルフ・コンフナー、工学者、物理学者（+ 1977年）
- 1913年 - 藤間生大、歴史学者（+ 2018年）
- 1913年 - ウディ・ハーマン、ジャズミュージシャン（+ 1987年）
- 1916年 - エフライム・カツィール、物理学者、政治家（+ 2009年）
- 1917年 - フアン・ルルフォ、小説家、写真家（+ 1986年）
- 1919年 - リベラーチェ、ピアニスト（+ 1987年）
- 1922年 - オトマール・スウィトナー、指揮者（+ 2010年）
- 1923年 - 池宮彰一郎、小説家（+ 2007年）
- 1923年 - 坂部三次郎、実業家、元ダイニック社長、第4代東京理科大学理事長（+ 2001年）
- 1923年 - マートン・ミラー、経済学者（+ 2000年）
- 1925年 - 河渕務、アイスホッケー選手、指導者（+ 2014年）
- 1925年 - ニウトン・サントス、元サッカー選手（+ 2013年）
- 1925年 - ダンカン・ルース、科学者（+ 2012年）
- 1927年 - 銭村健三、プロ野球選手（+ 2018年）
- 1928年 - 中嶋宏、医師、第4代世界保健機関（WHO）事務局長（+ 2013年）
- 1928年 - ビリー・マーチン、元プロ野球選手、監督（+ 1989年）
- 1929年 - わたなべまさこ、漫画家
- 1929年 - アドリエンヌ・リッチ、詩人（+ 2012年）
- 1930年 - フリードリヒ・グルダ、ピアニスト（+ 2000年）
- 1930年 - ルドルフ・カルマン、電気工学者（ + 2016年）
- 1931年 - ハンナ・ブレイディ、ホロコースト犠牲者（+ 1944年）
- 1933年 - 尾本惠市、人類学者
- 1933年 - 蘭定美男、元プロ野球選手
- 1935年 - 多田修、元アルペンスキー選手
- 1938年 - アイバン・サザランド、計算機科学者
- 1939年 - 阿部軍治、筑波大学名誉教授（+ 2014年）
- 1942年 - ささきいさお、歌手、俳優、声優
- 1943年 - 湯川英一、実業家、元セガ・エンタープライゼス専務、元クオカード社長（+ 2021年）
- 1944年 - ダニー・トレホ、俳優
- 1945年 - 高橋重行、元プロ野球選手（+ 2010年）
- 1946年 - 荒川強啓、フリーアナウンサー
- 1946年 - ロバート・フリップ、ギタリスト（キング・クリムゾン）
- 1947年 - 信澤三惠子、女優、声優
- 1947年 - 井高淳一、調教助手、元騎手
- 1948年 - 末岡泰義、政治家
- 1948年 - 36代木村庄之助、大相撲行司（+ 2022年）
- 1950年 - 夢月亭清麿、落語家
- 1950年 - ヨハネス・ベドノルツ、物理学者
- 1951年 - 堀内三郎、元プロ野球選手
- 1951年 - 石塚運昇、声優（+ 2018年）
- 1951年 - テント、漫談家、タレント（+ 2016年）
- 1952年 - アレクサンドル・ザイツェフ、フィギュアスケート選手
- 1953年 - 広津素子、政治家、元衆議院議員
- 1953年 - 劔持節雄、元プロ野球選手
- 1953年 - ピアース・ブロスナン、俳優
- 1953年 - モニカ・ハジェット、ヴァイオリニスト
- 1953年 - 桂伸乃介、落語家（+ 2020年）
- 1953年 - 北の湖敏満、元大相撲第55代横綱（+ 2015年）
- 1954年 - 宮川良一、政治家、実業家
- 1954年 - 松永美隆、元プロ野球選手
- 1954年 - コリン・ニューマン、ミュージシャン（ワイヤー）
- 1955年 - 丘野かおり、女優
- 1955年 - デブラ・ウィンガー、女優
- 1955年 - オルガ・コルブト、体操選手
- 1955年 - ジャック・モリス、元プロ野球選手
- 1957年 - 逢坂みえこ、漫画家
- 1958年 - 武沢豊、ギタリスト、作曲家（安全地帯）
- 1959年 - 阿知波悟美、女優
- 1959年 - 石渡治、漫画家
- 1960年 - 谷松浩之、元プロ野球選手
- 1961年 - 堀口弘治、将棋棋士
- 1962年 - 山崎銀之丞、俳優
- 1962年 - 千葉雅子、女優、脚本家、演出家
- 1962年 - 鈴木もえみ、アナウンサー
- 1962年 - 渡部勝美、元野球選手
- 1963年 - 高橋仁、元俳優、子役
- 1964年 - 関谷亜矢子、アナウンサー
- 1965年 - 唐渡亮、俳優
- 1965年 - クリス・ノヴォセリック、ベーシスト（元ニルヴァーナ）
- 1966年 - 武田晋、俳優、劇作家、演出家、ナレーター、演技講師
- 1966年 - ジャネット・ジャクソン、歌手
- 1967年 - 細川隆三、政治ジャーナリスト、政治評論家
- 1967年 - 前原博之、元プロ野球選手
- 1967年 - 田北雄気、元サッカー選手、指導者
- 1968年 - 下柳剛、元プロ野球選手
- 1968年 - 奈良原浩、元プロ野球選手
- 1969年 - 上原晃、元プロ野球選手
- 1970年 - 大下容子、テレビ朝日アナウンサー
- 1970年 - 西牟田恵、女優
- 1970年 - ガブリエラ・サバティーニ、元テニス選手
- 1971年 - 小林正寛、俳優、声優
- 1971年 - 信長貴富、作曲家
- 1971年 - レイチェル・ゴスウェル、ミュージシャン
- 1972年 - 宝来城多郎、調教助手、元騎手
- 1972年 - アンジェイ・ドゥダ、政治家、ポーランド大統領
- 1973年 - 鳥海浩輔、声優
- 1973年 - 藤田晋、実業家、サイバーエージェント代表取締役社長
- 1974年 - 青木夕夏、元女優
- 1974年 - ラウラ・パウジーニ、歌手
- 1974年 - ジェロッド・リガン、元プロ野球選手
- 1975年 - 遠山景織子、女優
- 1976年 - 杉山圭一、シンセサイザー奏者、作曲家、編曲家
- 1977年 - 今井麻美、声優
- 1977年 - 山蔭ヒーロ、アナウンサー、ラジオパーソナリティ
- 1977年 - 舟橋明恵、元アナウンサー
- 1978年 - Non、シンガーソングライター
- 1978年 - 大正九年、ミュージシャン
- 1978年 - 相木崇、元プロ野球選手
- 1979年 - 松本康太、お笑いタレント（レギュラー）
- 1979年 - ラスマス・フェイバー、ミュージシャン
- 1980年 - 佐藤朱、声優
- 1980年 - フアン・アランゴ、サッカー選手
- 1980年 - アルテム・クニャゼフ、フィギュアスケート選手
- 1981年 - 千崎若菜、女優、モデル
- 1981年 - 吉田海偉、卓球選手
- 1981年 - 諸岡愛美、元レースクイーン、元タレント
- 1981年 - 野口祥順、元プロ野球選手
- 1981年 - セルゲイ・ノビツキー、元フィギュアスケート選手
- 1982年 - 埼玉最終兵器、作曲家、編曲家
- 1982年 - 元吉庸泰、舞台演出家、脚本家
- 1982年 - 中後雅喜、元プロサッカー選手
- 1983年 - 豊島由佳梨、女優、タレント、ミュージシャン
- 1983年 - 愛川ゆず季、タレント、元グラビアアイドル
- 1983年 - 川島大輔、お笑いタレント（アンカンミンカン）
- 1983年 - 浜丘麻矢、女優
- 1984年 - 小島和也、ミュージシャン（back number）
- 1984年 - 寺西永里、元タレント、元グラビアアイドル
- 1984年 - ブランドン・マン、元プロ野球選手
- 1985年 - 酒井彩名、タレント
- 1985年 - 大倉忠義、歌手、ミュージシャン（SUPER EIGHT）
- 1985年 - 菅沼実、元サッカー選手、指導者
- 1986年 - 横尾渉、アイドル（Kis-My-Ft2）
- 1986年 - 中塚皓平、ダンサー、俳優、歌手、振付家、演出家（DIAMOND☆DOGS）
- 1986年 - 貞包紘子、ショートトラックスピードスケート選手
- 1986年 - 佐藤剛士、元プロ野球選手
- 1986年 - 久古健太郎、元プロ野球選手
- 1986年 - アンディ・キーオ、サッカー選手
- 1986年 - ミーガン・フォックス、女優、ファッションモデル
- 1987年 - 有本さゆみ、タレント、歌手、作詞家、振付師
- 1987年 - 長崎峻侑、トランポリン競技選手
- 1987年 - タイラー・クロイド、プロ野球選手
- 1987年 - ヴィクトール・ファイファー、フィギュアスケート選手
- 1988年 - 岡部紗季子、元体操選手
- 1988年 - 菊沢竜佑、元プロ野球選手
- 1988年 - ベハティ・プリンスルー、ファッションモデル
- 1990年 - 小川泰弘、プロ野球選手
- 1990年 - 宮野達也、俳優
- 1990年 - 金輔炅、歌手
- 1990年 - トーマス・サングスター、俳優
- 1990年 - スタス・スパーニン、画家
- 1991年 - 岸信千世、政治家、衆議院議員
- 1991年 - 桐山紗知、タレント、モデル
- 1991年 - 栁俊太郎、モデル
- 1991年 - アシュリー・ワグナー、フィギュアスケート選手
- 1991年 - グリゴール・ディミトロフ、テニス選手
- 1991年 - ケビン・モスカテル、元プロ野球選手
- 1991年 - 水月桃子、グラビアアイドル
- 1992年 - 佐藤摩弥、オートレース選手
- 1993年 - 加賀翔、お笑い芸人（かが屋）
- 1993年 - IU、歌手、女優
- 1994年 - 桜井玲香、女優（元乃木坂46）
- 1994年 - 伊沢拓司、クイズプレイヤー
- 1995年 - 渡辺梨加、ファッションモデル（元櫻坂46）
- 1995年 - 川崎鷹也、シンガーソングライター
- 1995年 - 松岡洋平、声優
- 1995年 - 鈴木敬喜、プロレスラー
- 1997年 - 吉永アユリ、女優
- 1997年 - 佐藤佳穂、アイドル（SKE48）
- 1997年 - 館澤亨次、陸上選手
- 1998年 - 成田道行、俳優、ダンサー、振付師
- 1998年 - 鳴海唯、女優
- 1998年 - 青山なぎさ、声優（Liella!）
- 1998年 - 野元浩輝、元プロ野球選手
- 1998年 - 蒼、タレント、元AV女優
- 1998年 - 榮枝裕貴、プロ野球選手
- 1999年 - 上水口萌乃香、アイドル（元ハープスター、元X21）
- 1999年 - 鈴木瑛美子、歌手
- 1999年 - 宇佐見りん、小説家
- 1999年 - 観世三郎太、観世流シテ方能楽師
- 2000年 - むく、YouTuber（むくえな）
- 2000年 - 坂尻夏海[13]、タレント
- 2000年 - 渡邉結衣、アナウンサー
- 2000年 - 城間瑠正、大相撲力士
- 2001年 - 大橋武尊、プロ野球選手
- 2001年 - 山本唯翔、陸上競技選手
- 2001年 - 実土里、アイドル（ライスボール）
- 2001年 - 鈴木あゆ、元アイドル
- 2001年 - 木村魁希、俳優
- 2003年 - 黒嵜菜々子、アイドル（Peel the Apple)
- 2003年 - MITSUKI、アイドル（ミームトーキョー）
- 2005年 - 三宅ゆりあ、アイドル（元NMB48）
- 2005年 - 朴勢己、サッカー選手
- 2006年 - 日菜、声優（IBERIs&）
- 2006年 - 那須川龍心、キックボクサー、総合格闘家
- 2012年 - 三雲咲空、子役、タレント
- 生年不詳 - 伊藤舞音、声優
- 生年不詳 - 涼葉紅美、声優
- 生年不詳 - 長谷川俊介[14]、声優
- 生年不詳 - 安田未央、声優
- 生年不詳 - 外山麻衣、元アナウンサー

## 忌日

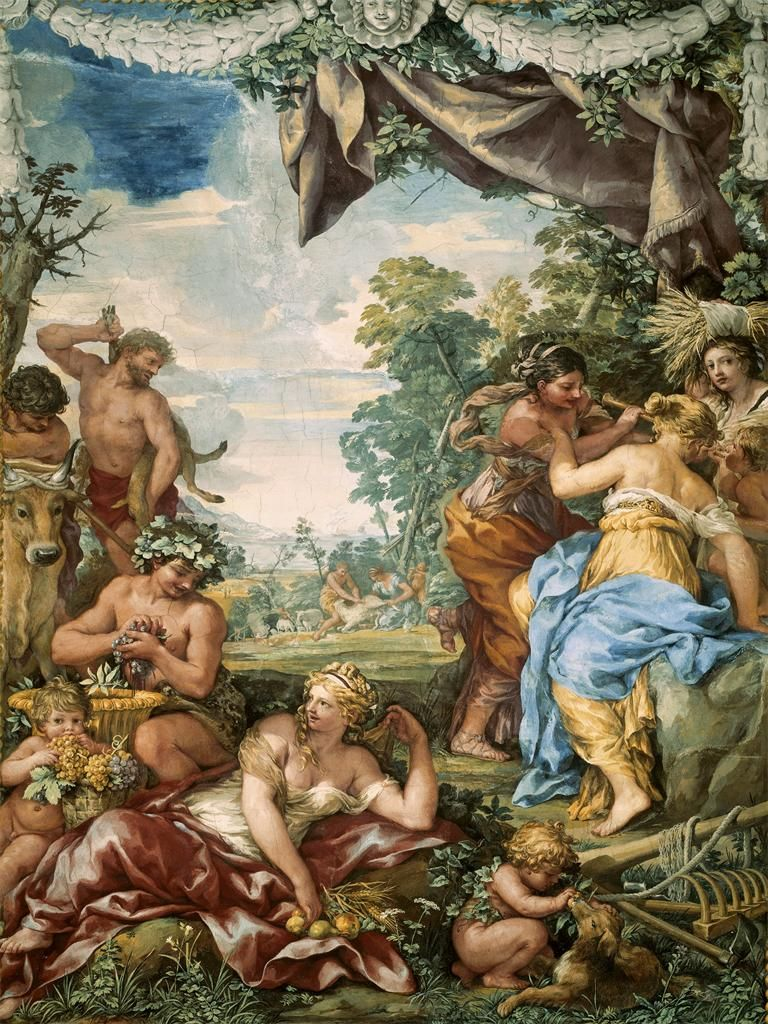
画家ピエトロ・ダ・コルトーナ(1596-1669)没。画像は『黄金時代』

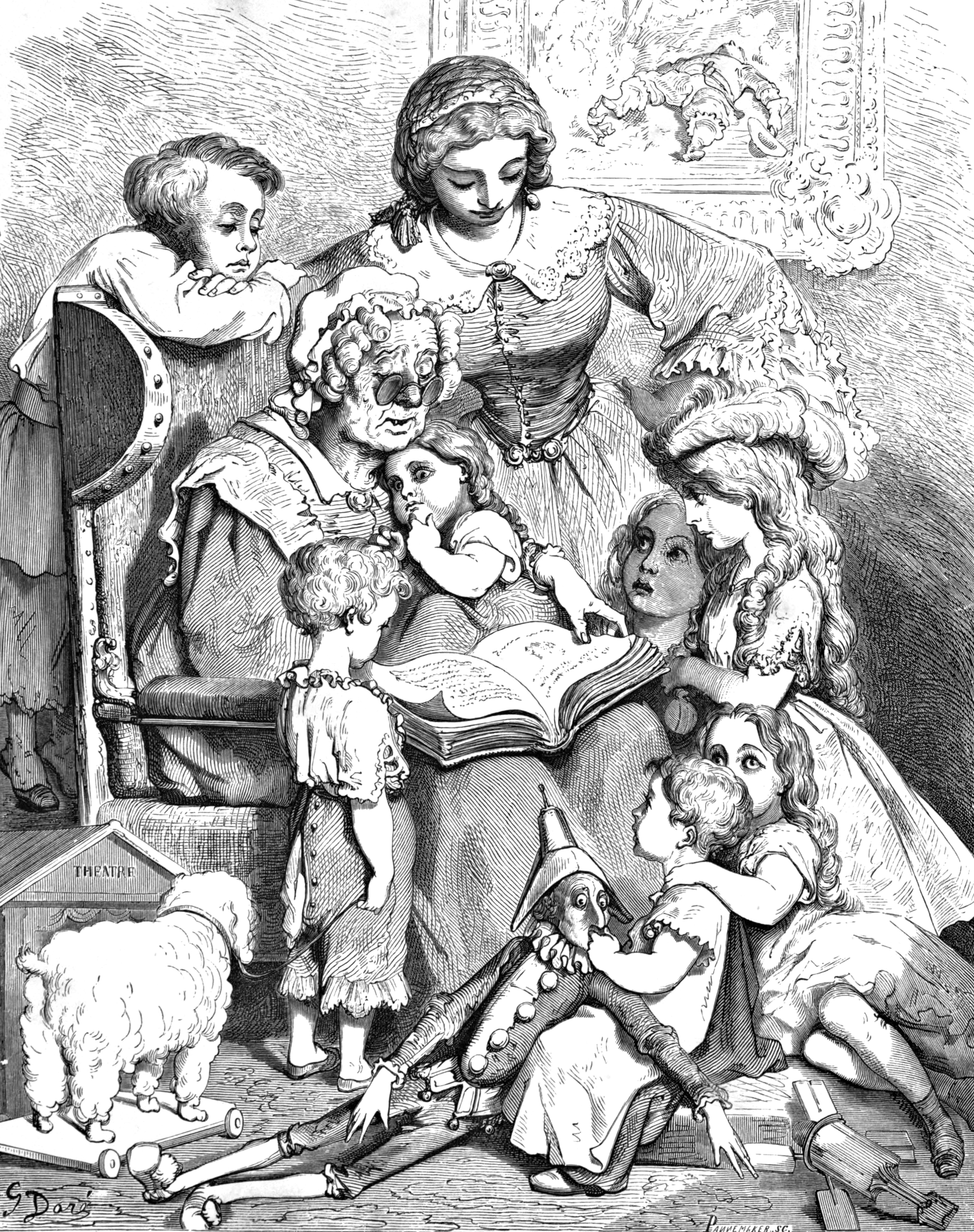
詩人シャルル・ペロー(1628-1703)没。画像はギュスターヴ・ドレによる童話集表紙

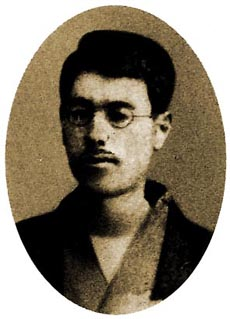
詩人、北村透谷(1868-1894)没。

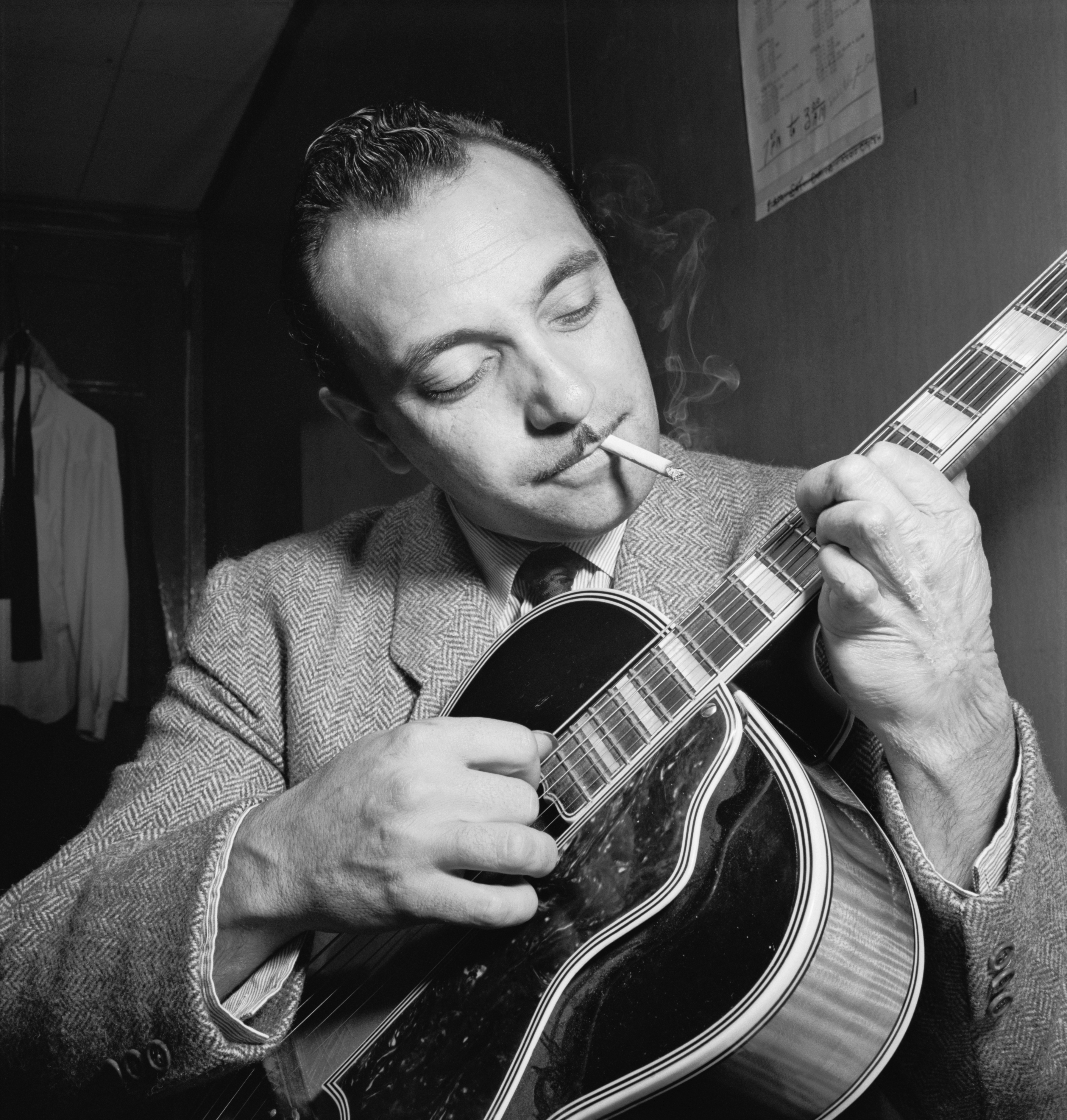
ジャズ・ギタリスト、ジャンゴ・ラインハルト(1910-1953)没。

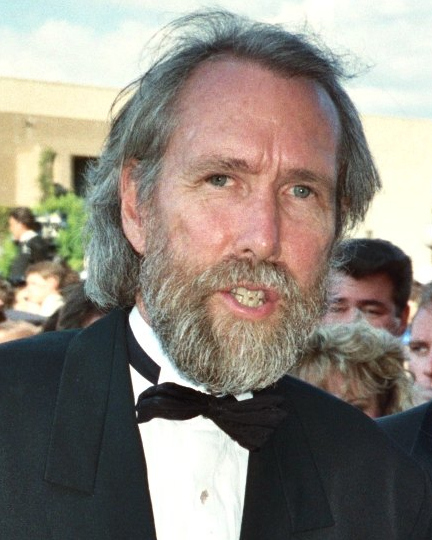
セサミストリートなどで知られる操り人形師、ジム・ヘンソン(1936-1990)没。

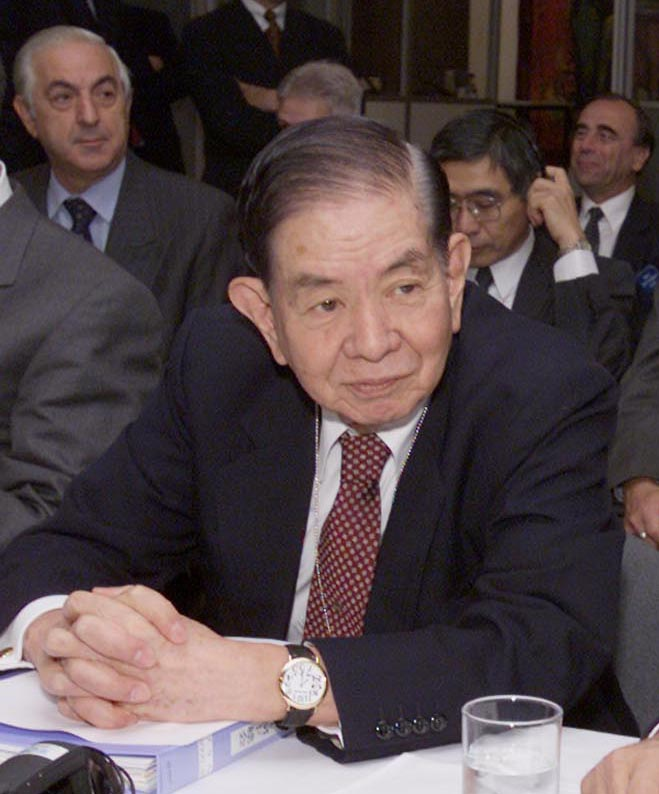
元日銀総裁速水優(1925-2009)没。

- 1567年（永禄10年4月8日） - 武田義統、若狭国の戦国大名（* 1526年）
- 1629年（寛永6年3月24日） - 土居清良、戦国武将（* 1546年）
- 1669年 - ピエトロ・ダ・コルトーナ、画家（* 1596年）
- 1703年 - シャルル・ペロー、詩人、童話作家（* 1628年）
- 1782年 - ダニエル・ソランダー、植物学者（* 1733年）
- 1823年（文政6年4月6日） - 大田南畝、戯作者（* 1749年）
- 1830年（文政13年閏3月24日） - 石川雅望（宿屋飯盛）、劇作家、国学者（* 1754年）
- 1830年 - ジョゼフ・フーリエ、数学者（* 1768年）
- 1857年 - ヴァシーリー・トロピーニン、画家（* 1776年）
- 1859年（安政6年4月14日） - 飯岡助五郎、侠客（* 1792年）
- 1864年 - プラット・ロジャース・スペンサー、教師、スペンセリアン筆記体書法考案者（* 1800年）
- 1872年（明治5年4月10日） - 佐藤泰然、医師、順天堂創設者（* 1804年）
- 1883年 - フェルディナンド・デ・ブラーケレール、画家（* 1792年）
- 1894年 - 北村透谷、詩人、評論家（* 1868年）
- 1914年 - ピョートル・スヴャトポルク＝ミルスキー、ロシア帝国内相（* 1857年）
- 1915年 - ジュリヤン・ボードリエ、書誌学者（* 1860年）
- 1916年 - 桂文左衛門、落語家（* 1844年）
- 1920年 - リーヴァイ・モートン、政治家、第22代アメリカ合衆国副大統領（* 1824年）
- 1922年 - 和井内貞行、養殖事業家、秋田県十和田湖開発者（* 1858年）
- 1923年 - 山添喜三郎、建設技術者（* 1843年）
- 1924年 - キャンディ・カミングス、プロ野球選手（* 1848年）
- 1924年 - 小口太郎、歌人、科学者（* 1897年）
- 1926年 - メフメト6世、オスマン帝国スルタン（* 1861年）
- 1930年 - 木村泰賢、曹洞宗僧侶、インド哲学者、仏教学者（* 1881年）
- 1942年 - 金子堅太郎、政治家（* 1853年）
- 1942年 - ブロニスワフ・マリノフスキ、人類学者（* 1884年）
- 1947年 - フレデリック・ホプキンズ、生化学者（* 1861年）
- 1953年 - ジャンゴ・ラインハルト、ジャズギタリスト（* 1910年）
- 1954年 - パトリック・マクドナルド、陸上競技選手（* 1878年）
- 1954年 - クレメンス・クラウス、指揮者（* 1893年）
- 1954年 - ワーナー・ビショフ、写真家（* 1916年）
- 1955年 - ジェームズ・エイジー、作家（* 1909年）
- 1957年 - エリオット・ネス、アメリカ合衆国財務省捜査官（* 1903年）
- 1959年 - ウィリアム・ハモンド・ライト、天文学者（* 1871年）
- 1960年 - イーゴリ・グラーバリ、画家、美術修復家（* 1871年）
- 1961年 - 喜多村緑郎、俳優（* 1871年）
- 1978年 - ウィリアム・スタインバーグ、指揮者（* 1899年）
- 1979年 - 六代目春風亭柳橋、落語家（* 1899年）
- 1980年 - 堀内真直、映画監督、脚本家（* 1910年）
- 1980年 - ホセ・カルヴォ、俳優（* 1916年）
- 1986年 - 北村義和、政治家（* 1925年）
- 1986年 - 三保敬太郎、ジャズピアニスト、作曲家、レーシングドライバー、俳優（* 1934年）
- 1988年 - 宮畑虎彦、競泳選手（* 1903年）
- 1988年 - 足鹿覚、政治家（* 1904年）
- 1989年 - 西川寧、書家、金石学者、中国文学者（* 1902年）
- 1990年 - サミー・デイヴィスJr.、歌手、俳優（* 1925年）
- 1990年 - ジム・ヘンソン、マペット製作者、映画製作者、テレビプロデューサー（* 1936年）
- 1990年 - 土家歩、俳優（* 1964年）
- 1991年 - 中島葵、女優（* 1945年）
- 1994年 - 岡良一、医師、政治家、第24-25代石川県金沢市長（* 1905年）
- 1994年 - アラン・キュニー、俳優（* 1908年）
- 1994年 - 山田隆之、脚本家（* 1923年）
- 1995年 - 長谷川吉郎、銀行家、元山形銀行頭取（* 1913年）
- 1995年 - ロラ・フローレス、歌手、ダンサー、俳優（* 1923年）
- 1997年 - 佐藤昌介、歴史学者、東北大学名誉教授（* 1918年）
- 1998年 - 窪田篤人、脚本家（* 1929年）
- 2000年 - 馬橋隆二、弁護士、政治家、第13代 - 第15代埼玉県大宮市長（* 1918年）
- 2002年 - 五代目柳家小さん、落語家（* 1915年）
- 2002年 - 荒井昌一、元FMW社長（* 1965年）
- 2004年 - リッカルド・ブレンゴーラ、ヴァイオリニスト（* 1917年）
- 2005年 - 細谷俊夫、教育学者、元白梅学園短期大学学長（* 1909年）
- 2005年 - 岡部冬彦、漫画家（* 1922年）
- 2006年 - 田村高廣、俳優（* 1928年）
- 2007年 - 松沢正太郎、東京青雲会初代事務局長（* 1913年）
- 2007年 - メアリー・ダグラス、文化人類学者（* 1921年）
- 2008年 - ロバート・モンダヴィ、ワイン醸造家（* 1913年）
- 2008年 - 浜田知章、詩人（* 1920年）
- 2008年 - 青ノ里盛、元大相撲関脇、年寄14代立田川（* 1935年）
- 2008年 - 橋本壽正、調教師（* 1950年）
- 2009年 - 滝平二郎、切り絵作家（* 1921年）
- 2009年 - 速水優、銀行家、第28代日本銀行総裁、元日商岩井社長東京女子大学理事長・聖学院名誉理事長（* 1925年）
- 2009年 - 五條順教、金峯山修験本宗僧侶、第2代管長、金峯山寺第28代管領（* 1927年）
- 2010年 - 加藤克巳、歌人（* 1915年）
- 2010年 - ハンク・ジョーンズ、ジャズピアニスト、作曲家（* 1918年）
- 2010年 - 垂井一郎、実業家、元セコム社長（* 1923年）
- 2010年 - 出雲井晶、作家、画家（* 1926年）
- 2010年 - ロニー・ジェイムス・ディオ、ヘヴィメタルヴォーカリスト（* 1942年）
- 2011年 - 児玉清、俳優、司会者（* 1933年）
- 2011年 - 中村光毅、アニメーション美術監督、メカニックデザイナー、イラストレーター（* 1944年）
- 2012年 - 邱永漢、実業家、作家（* 1924年）
- 2012年 - 白石浩一、哲学者、昭和女子大学名誉教授（* 1924年）
- 2012年 - 加藤郁乎、詩人、俳人、俳諧評論家（* 1929年）
- 2012年 - チャック・ブラウン（英語版）、ゴーゴーミュージシャン（* 1936年）
- 2012年 - サッド・ティロットソン、プロ野球選手（* 1940年）
- 2012年 - 小林すすむ、俳優、タレント（* 1954年）
- 2013年 - ハインリッヒ・ローラー、物理学者、ノーベル物理学賞受賞者（* 1933年）
- 2015年 - 奥住恒二、アイスホッケー指導者、元日本アイスホッケー連盟会長（* 1942年または1943年）
- 2016年 - 安井稔、英語学者、東北大学名誉教授（* 1921年）
- 2016年 - 遠藤光男、法曹、弁護士、元最高裁判所裁判官（* 1930年）
- 2016年 - パウロ・エミリオ・フロッサルド・ジョルジ、サッカー指導者（* 1936年）
- 2016年 - 根木昭、 実業家、東京芸術大学・長岡技術科学大学名誉教授（* 1943年）
- 2017年 - ダグ・サマーズ、プロレスラー、元AWA世界タッグ王者（* 1951年）
- 2018年 - 宮崎進、洋画家（* 1922年）
- 2018年 - 高瀬重二郎、社会運動家、元ハンセン病療養所協議会長（* 1923年）
- 2018年 - ジョセフ・カンパネラ、俳優（* 1924年）
- 2018年 - 星由里子、女優（* 1943年）
- 2018年 - 西城秀樹、歌手、俳優（* 1955年）
- 2019年 - イオ・ミン・ペイ、建築家（* 1917年）
- 2019年 - ボブ・ホーク、政治家、第23代連邦首相（* 1929年）
- 2019年 - 青木勝男、元プロ野球選手（* 1946年）
- 2019年 - 加藤典洋、文芸評論家（* 1948年）
- 2019年 - デクスター・セントルイス、卓球選手（* 1968年）
- 2019年 - アシュリー・マッサーロ、プロレスラー（* 1979年）
- 2020年 - 鏡味健二郎、太神楽曲芸師（* 1935年）
- 2020年 - ホセイン・カーゼンプール・アルダビーリー、政治家、外交官、元イラン商務大臣・OPEC代表（* 1952年）
- 2021年 - 澤田隆治、テレビプロデューサー、実業家、東阪企画創業者、元テレビランド社長（* 1933年）
- 2021年 - 玉置三夫、政治家、第4・6代和歌山県有田市長（* 1934年）
- 2021年 - 竹貫元勝、歴史学者、花園大学名誉教授（* 1945年）
- 2022年 - 植村泰一、フルート奏者、元東京音楽大学学長（* 1934年）
- 2022年 - 浜田卓二郎、弁護士、実業家、政治家（* 1941年）
- 2022年 - ジョン・アイルワード、俳優（* 1946年）
- 2023年 - 尾山令仁、聖書キリスト教会牧師、神学者、聖書学者、教師（* 1927年）
- 2023年 - マリーン・ヘギー、プロゴルファー、米LPGA共同設立者（* 1934年）
- 2023年 - ニコライ・シャクレイン、検察官、政治家、第3代ロシアキーロフ州知事（* 1943年）
- 2023年 - 大西明、物理学者（* 1964年）
- 2024年 - 弥勒祐徳、画家 （* 1919年）
- 2024年 - ディーター・フリーリングハウス、牧師、プロテスタント聖職者（* 1928年）
- 2024年 - 井川徳道、美術デザイナー、映画美術監督（* 1929年）
- 2024年 - ダブニー・コールマン、俳優（* 1932年）
- 2024年 - ジェームズ・アワー、海軍軍人、外交官、ヴァンダービルト大学名誉教授（* 1941年）
- 2024年 - 渡邉惠夫、実業家、元ブリヂストン社長（* 1942年）
- 2024年 - 中尾彬、俳優（* 1942年）
- 2025年 - ピーター・ラックス、数学者（* 1926年）

## 記念日・年中行事

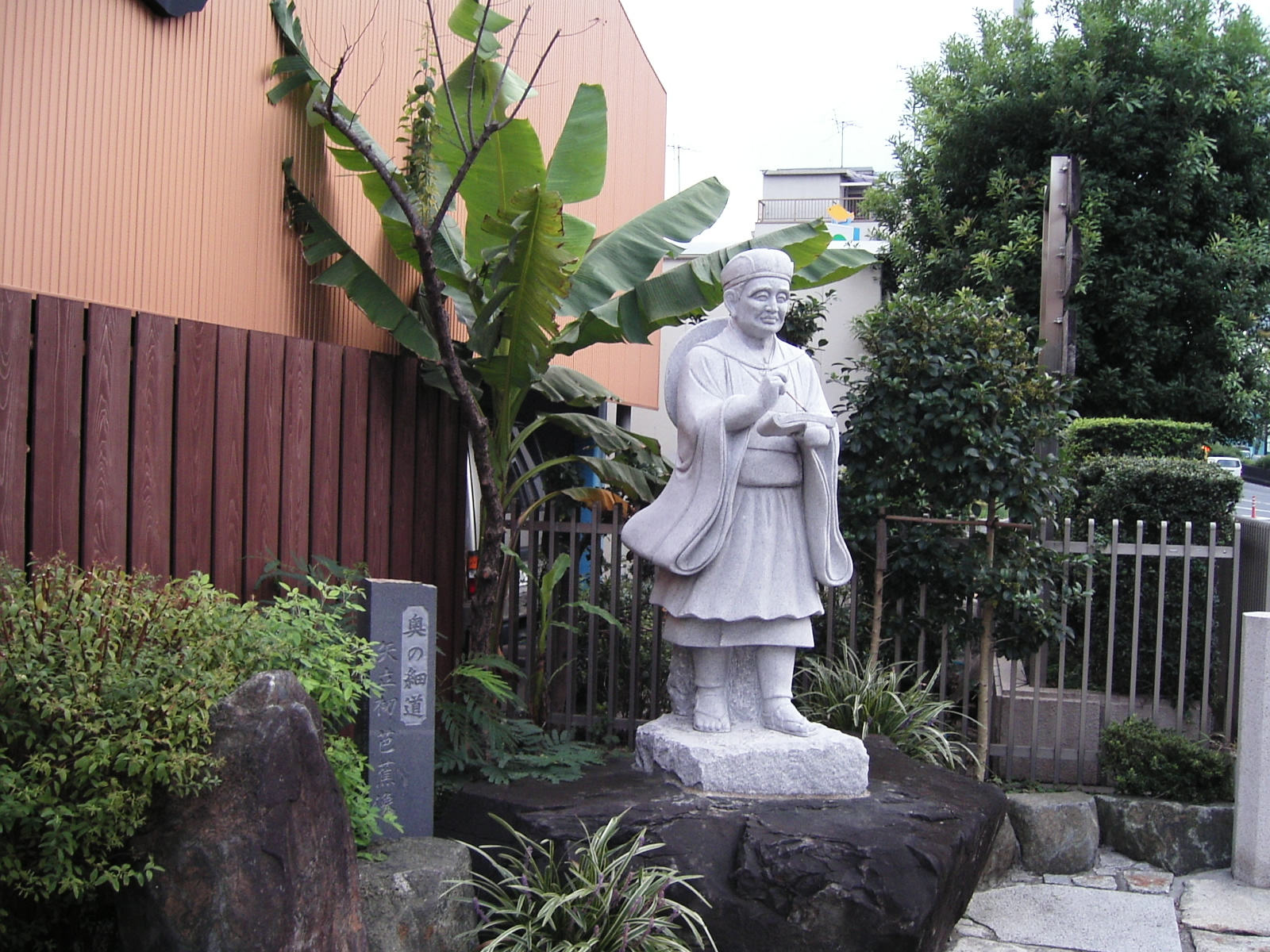
松尾芭蕉、『奥の細道』の旅に出発(1689)。画像は千住宿の記念像

- 聖ブレンダンの祝日
カトリック教会におけるクロンファートのブレンダンの記念日。
- 高額納税者公示（長者番付発表）の開始日（ 日本、1947年 - 2005年）。
- 教師の日（ マレーシア）
1956年のこの日、ラザク報告書として知られる、後のマレーシアの教育の基本となった報告書をマレーシア連邦行政委員会が承認したことを記念。
- 旅の日（ 日本）
1988年に日本旅のペンクラブが提唱。俳人松尾芭蕉が『おくのほそ道』の旅を出発した5月16日（旧暦元禄2年（1689年）3月27日）を「旅の日」と定め、旅について考え、語り合う機会にすることが目的[15]。
- 性交禁忌の日（ 日本）
江戸時代の艶本『艶話枕筥』に、5月16日（旧暦）は性交禁忌の日で、禁忌を破ると3年以内に死ぬと記載されていることから。
- 工事写真の日（ 日本）
工事写真の撮影、整理の大切さをアピールするため、同業務を行う有限会社多摩フォートが制定。日付は同社の創業記念日にちなむ[16]。